# Rogério Sganzerla
Rogério Sganzerla OMC (Joaçaba, 4 de maig de 1946 - São Paulo, 9 de gener de 2004) va ser un cineasta, guionista i productor brasiler. Més conegut pel seu paper com a representant del cinema marginal, un moviment contracultural brasiler dels anys 60 i 70. Sàtira, absurd, la narrativa de subversió i el collage eren marques registrades de la seva estètica cinematogràfica.
Se'l recorda sobretot per la pel·lícula O Bandido da Luz Vermelha, de 1968, però també va dirigir A Mulher de Todos (1969), Sem Essa, Aranha (1970), Copacabana Mon Amour (1970), Tudo É Brasil (1997) i O Signo do Caos (2003), entre d'altres.

## Biografia
Des de petit, Sganzerla va expressar la seva vocació pel cinema. Es va casar amb l'aleshores actriu (i més tard també cineasta) Helena Ignez, va viure pel cinema i va fer pel·lícules fins als últims dies de la seva vida.
Abans de començar la seva producció cinematogràfica, va estudiar dret a la Universidade Presbiteriana Mackenzie, que va abandonar per escriure al diari O Estado de S. Paulo, sempre sobre cinema. El 1967 va fer el seu primer curtmetratge, titulat Documental. A partir de O Bandido da Luz Vermelha, el seu primer llargmetratge rodat l'any 1968, va començar una notòria carrera com a director de cinema, sempre buscant trencar la lògica dramàtica.
El 1970 va fundar la productora Belair, juntament amb Júlio Bressane. Dirigida per Rogério, la productora va ser la responsable de les pel·lícules Copacabana Mon Amour i Sem essa, Aranha.
Sganzerla va utilitzar el subdesenvolupament com a element del llenguatge.
| «                          | Continuo fent un cinema subdesenvolupat per condició i vocació, bàrbar i nostre, anticulturalista, buscant el que el poble brasiler esperava de nosaltres des dels temps de la chanchada: fer del cinema brasiler el pitjor de el món!” | » |
| — A Jornal do Brasil, 1970 | |   |

Va morir l'any 2004, a causa d'un tumor cerebral, poc després de fer O signo do caos i sense complir un somni: refer el seu clàssic O bandido da luz vermelha, amb Alexandre Borges en el repartiment.

## Filmografia
Llargmetratges
| Any  | Pel·lícula                |
| ---- | ------------------------- |
| 1968 | O Bandido da Luz Vermelha |
| 1969 | A Mulher de Todos         |
| 1970 | Sem Essa, Aranha          |
| 1970 | Copacabana Mon Amour      |
| 1970 | Carnaval na Lama          |
| 1977 | O Abismo                  |
| 1986 | Nem Tudo é Verdade        |
| 2003 | O Signo do Caos           |

Curtmetratges
| Any  | Pel·lícula                           |
| ---- | ------------------------------------ |
| 1966 | Documentário                         |
| 1981 | Brasil                               |
| 1992 | Perigo Negro                         |
| 1992 | América: O Grande Acerto de Vespúcio |
| 2001 | B2                                   |

Documentals
| Any  | Pel·lícula                                                          |
| ---- | ------------------------------------------------------------------- |
| 1969 | Historias em Quadrinhos                                             |
| 1969 | Quadrinhos no Brasil                                                |
| 1971 | Fora do Baralho                                                     |
| 1976 | Viagem e Descrição do Rio Guanabara Por Ocasião da França Antártica |
| 1977 | Mudança de Hendrix                                                  |
| 1981 | Noel por Noel                                                       |
| 1981 | A Cidade de Salvador (Petróleo Jorrou na Bahia)                     |
| 1983 | Irani                                                               |
| 1986 | Ritos Populares.Umbanda no Brasil                                   |
| 1990 | Isto é Noel Rosa                                                    |
| 1990 | Anonimo e Incomum                                                   |
| 1990 | A Linguagem de Orson Welles                                         |
| 1997 | Tudo é Brasil                                                       |
| 2003 | Informação: H.J Koellreutter                                        |